# Ljudmila Andrejewna Priwiwkowa
Ljudmila („Lucy“) Andrejewna Priwiwkowa (russisch Людмила Андреевна Прививкова, * 13. September 1986 in Moskau) ist eine russische Curlerin. Sie spielt auf der Position des Skip und ist Mitglied des Moskvitch CC.
Auf Juniorenebene wurde Priwiwkowa je einmal Europameisterin (2005 in Kopenhagen) und Weltmeisterin (2006 in Jeonju). Beim olympischen Curlingturnier 2006, das in Pinerolo stattfand, wurde sie Fünfte. Ihr bisher größter Erfolg war der Gewinn der Goldmedaille bei der Curling-Europameisterschaft 2006 in Basel.
Im Februar 2010 nahm Priwiwkowa als Mitglied des russischen Teams an den Olympischen Winterspielen 2010 in Vancouver (Kanada) teil. Die Mannschaft belegte den neunten Platz.

## Teammitglieder
- Nkeiruka Jesech (Third)
- Jana Nekrassowa (Second)
- Olga Scharkowa (Lead)
- Jekaterina Galkina (Alternate)

## Erfolge
- 1. Platz Europameisterschaft 2006
- 1. Platz Weltmeisterschaft der Juniorinnen 2006
- 1. Platz Europameisterschaft der Juniorinnen 2005
- 1. Platz Weltmeisterschaft der Juniorinnen B 2003
- 2. Platz Weltmeisterschaft der Juniorinnen B 2004
- 2. Platz Winter-Universiade 2007